# 육식동물 (영화)
《육식동물》(肉食動物, Carnivorous Animal)은 한국에서 제작된 김기영 감독의 1984년 드라마 영화이다. 김성겸 등이 주연으로 출연하였고 정도환 등이 제작에 참여하였다.

## 출연

### 주연
- 김성겸
- 정재순
- 김병하

## 기타
- 조명: 최재호
- 녹음: 김성찬
- 미술: 이명수